# Joseph Fabre (prêtre)
Joseph Fabre OMI (né le 24 novembre 1824 à Cuges et mort le 26 octobre 1892 à Royaumont) est un prêtre catholique français, supérieur général des oblats de Marie-Immaculée de 1861 à 1892.

## Biographie
Joseph Fabre étudie d'abord au séminaire diocésain de Marseille, puis au noviciat de Notre-Dame-de-l'Osier de la congrégation missionnaire des oblats de Marie-Immaculée. Le 29 mai 1847, il est ordonné prêtre par Mgr Eugène de Mazenod, fondateur de la congrégation et archevêque de Marseille. Il devient professeur puis supérieur du séminaire de Marseille, avant d'être nommé procureur général de sa congrégation, puis assistant général. Après la mort de Mgr de Mazenod, il est élu supérieur général des oblats de Marie-Immaculée, le 5 décembre 1861. Il fit don d'un vitrail de la Vierge Immaculée à la basilique Notre-Dame de Sion.
Il meurt le 26 octobre 1892 à Royaumont.